# Vado Blanco
Vado Blanco är en ort i Mexiko.   Den ligger i kommunen Penjamillo och delstaten Michoacán de Ocampo, i den centrala delen av landet, 300 km väster om huvudstaden Mexico City. Vado Blanco ligger 1 684 meter över havet och antalet invånare är 136.
Terrängen runt Vado Blanco är kuperad åt sydost, men åt nordväst är den platt. Runt Vado Blanco är det ganska tätbefolkat, med 54 invånare per kvadratkilometer. Närmaste större samhälle är Numarán, 8,2 km nordväst om Vado Blanco. I omgivningarna runt Vado Blanco växer huvudsakligen savannskog.